# ミヤベイワナ
ミヤベイワナ(Salvelinus malma miyabei)は、北海道の然別湖にのみ生息するサケ科イワナ属の淡水魚で、オショロコマの亜種。
約1万5千年前に大雪山系の火山噴火により現在の然別湖が生まれた時に、川と海を往復していたオショロコマが湖に陸封されて、湖沼内で独自の進化を遂げたもの。

## 名前の由来
和名「ミヤベイワナ」は、この魚を最初に発見した、札幌農学校（現：北海道大学）の教授であった宮部金吾にちなんで、日本のサケ科魚類の研究のトップグループの一人である大島正満が1938年に命名したもの。大島は、ミヤベイワナの記載論文で、日本産イワナ類をオショロコマ、アメマス、ヤマトイワナ、ニッコウイワナ、ミヤベイワナの5種とした。つまり、ミヤベイワナはオショロコマとは別種として登録された。オショロコマとの違いとしては、尾鰭（おびれ）・胸鰭（むなびれ）が大きいことと、鰓（えら）の中にある鰓耙（さいは）の数がオショロコマの21から22に対し、ミヤベイワナは26と多いことなどが挙げられる。

## 形態
鰓把の数がオショロコマよりも若干多いのは、ミヤベイワナが然別湖に生息するプランクトン類や昆虫類を主食とするようになったことによるもの。繁殖期には、オスの体つきは、背中が盛り上がり、吻部は、いわゆる「鼻曲り」状になり、カラフトマスを思わせるようなものとなる。全長25-30cmほどのものが主流だが、湖に下って成長する湖沼型は、大きなものでは 50 cm 以上に成長する例もある。

## 生態
繁殖時期は秋で、然別湖の北岸に流入するヤンベツ川に大群で遡上して、川底の砂利で産卵・受精が行なわれる。孵化した稚魚は卵黄の栄養分を吸収した後に浮上生活に入り、ヤンベツ川でプランクトンや小型昆虫類を食べながら成長して、翌年春に一部の群以外の大部分が然別湖へ下り、湖沼内でプランクトンや昆虫類を主食としながら回遊生活を送るようになり、成長ののち、約4年で成熟する。母川回帰性が認められ、オス、メスともに、成熟後は一生のうちに数年連続で繁殖行動を行なう。なお、ヤンベツ川にて成長する河川残留型には、オスが多い。

## 保全状態評価
絶滅危惧II類 (VU)（環境省レッドリスト）

### 保護と利用
ミヤベイワナは、北海道の天然記念物に指定されて保護され、毎年のように鹿追町が運営する孵化場（ヤンベツ川上流の山田温泉の近くにある）で人工繁殖が行なわれている。鹿追町内の民間養魚場で養殖されたものは食用にもされる。これは、然別湖畔温泉の2軒の温泉ホテルで夕食時の料理の一品として提供されるもので、塩焼き、唐揚げなどとして供される。なお、ヤンベツ川は通年禁漁水域である。
然別湖では、1年に2度（6月上旬〜7月上旬）、（9月下旬〜10月上旬）に、期間と人数（1日50名）を限定し、キャッチアンドリリースでミヤベイワナを釣ることができる。